# Elena Barozzi
Pour les articles homonymes, voir Barozzi.
Elena Barozzi (née à Venise en 1514 et morte dans la même ville en 1580) est une noble patricienne vénitienne.

## Biographie
Née en 1514, elle est l'épouse du chevalier et musicien Antonio Zantani, de Venise. Sa beauté lui valut le surnom de la Barozza[Quoi ?][pas clair]. Elena Barozzi a été saluée par les poètes et les peintres de son siècle. Titien et Giorgio Vasari en firent le portrait.
Le poète Lelio Capilupi lui a dédié la ballade Ne l'amar e fredd'onde si bagna. 
Le poète Fortunio Spira, le comparant aux beautés de l'antiquité classique.
Elle eut une fille avec  Lorenzino de Médicis, prénommée Lorenza, née en 1547, future Princesse Julio Colonna. Elena Barozzi a rédigé son testament le 23 janvier 1580 dans le quartier San Barnaba et le présenta au chancelier inférieur Cesare Zibilio. Elle est morte en 1580.